# 伊莎贝尔·哈克
伊莎贝尔·哈克（英語：Isabelle Haak，1999年7月11日—），瑞典女子排球運動員，位置為接應。現時效力於意甲豪門球隊科內利亞諾女排俱樂部。

## 運動生涯
哈克在2014年開始成為瑞典國家女子排球隊一員。哈克是瑞典排球的天才少女，其在接應位置表現非常出色，進攻能力強，表現亦達世界級水準。唯瑞典國家隊的整體實力並不突出，其他隊員的表現亦有限。導致哈克的實力較難發揮，隊伍成績進步幅度亦較為有限。
2017年她便加盟到意大利豪門斯坎迪奇女排俱樂部，正式在世界頂級聯賽出戰。在意大利的第一個賽季中，哈克以491分成為了得分王。經過兩個賽季後，她便離開斯坎迪奇。後轉往土耳其，加盟到土耳其豪門瓦基弗银行女排俱乐部。哈克亦首次參加世界女排俱樂部錦標賽，她的出色表現力壓兩大世界級接應蒂雅娜·寶斯高域及寶拉·艾格努奪得最佳副攻手之稱。效力瓦基弗银行三個賽季後，2022年回歸意甲聯賽並簽約另一豪門強隊科內利亞諾女排俱樂部。

## 獎項

### 個人榮譽
- 2019年 - 世界女排俱樂部錦標賽：最佳接應
- 2021年 - 世界女排俱樂部錦標賽：最有價值球員(MVP)、最佳接應
- 2022年 - 世界女排俱樂部錦標賽：最有價值球員(MVP)、最佳接應
- 2024年 - 歐洲女排冠軍聯賽：最有價值球員(MVP)
- 2024年 - 歐洲排球聯賽：最有價值球員(MVP)
- 2024年 - 世界女排俱樂部錦標賽：最有價值球員(MVP)、最佳接應

### 俱樂部
- 歐洲女排冠軍聯賽
  - 2020/2021 – 2020/2021： 亞軍，與瓦基弗銀行女排俱樂部
  - 2021/2022 – 2021/2022： 冠軍，與科內利亞諾女排俱樂部
  - 2023/2024 – 2023/2024： 冠軍，與科內利亞諾女排俱樂部

- 世界女排俱樂部錦標賽
  - 2019年 - 世界女排俱樂部錦標賽： 季軍，與瓦基弗銀行女排俱樂部
  - 2021年 - 世界女排俱樂部錦標賽： 冠軍，與瓦基弗銀行女排俱樂部
  - 2022年 - 世界女排俱樂部錦標賽： 冠軍，與科內利亞諾女排俱樂部
  - 2024年 - 世界女排俱樂部錦標賽： 冠軍，與科內利亞諾女排俱樂部

- 國內聯賽

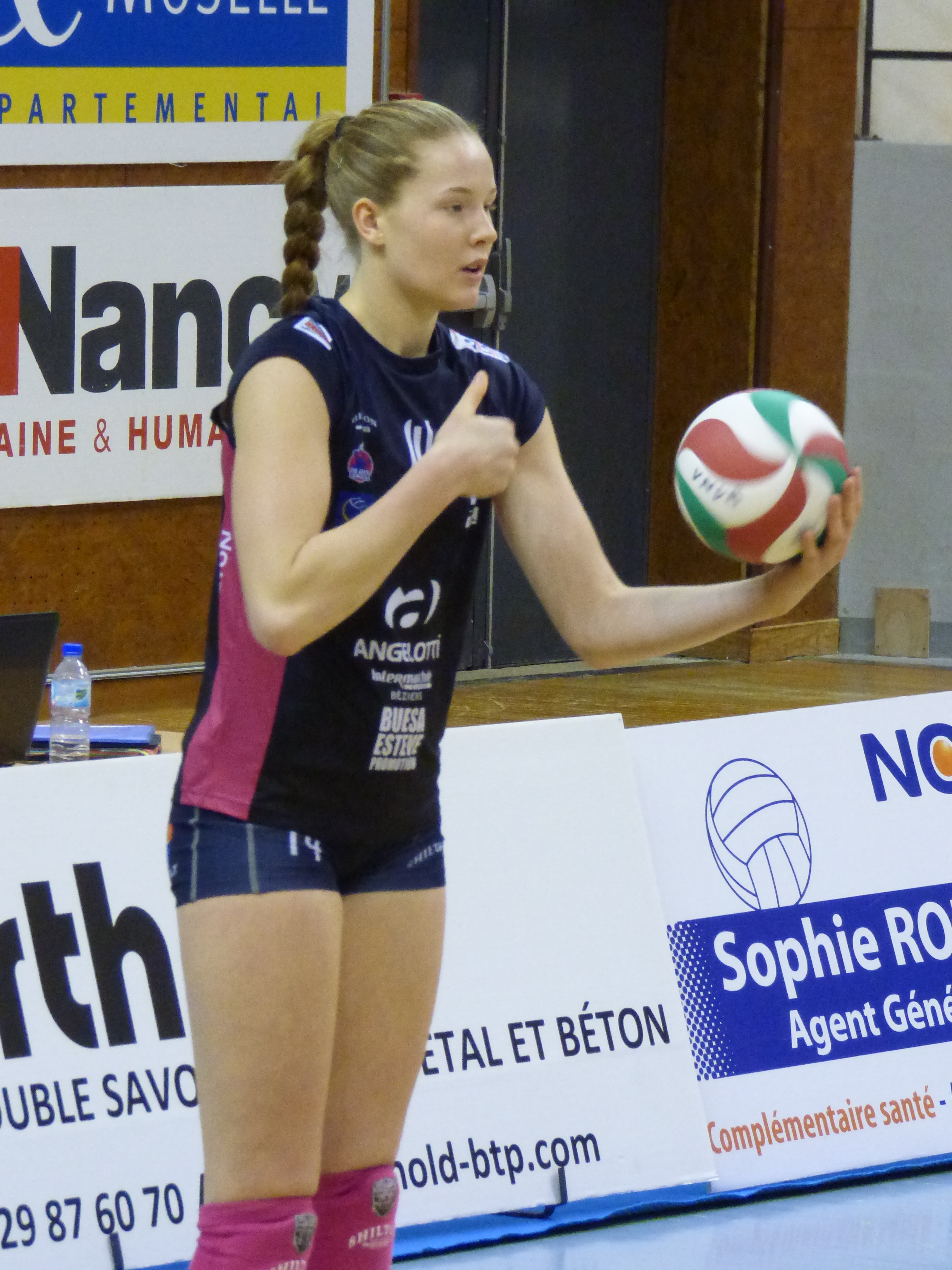
2016年效力于 Béziers 球队时

  - 2020 – 土耳其女排超級盃： 亞軍，與瓦基弗銀行女排俱樂部
  - 2020/2021 – 土耳其女排盃： 冠軍，與瓦基弗銀行女排俱樂部
  - 2020/2021 – 土耳其女子排球聯賽： 冠軍，與瓦基弗銀行女排俱樂部
  - 2021 – 土耳其女排超級盃： 冠軍，與瓦基弗銀行女排俱樂部
  - 2021/2022 – 土耳其女排盃： 冠軍，與瓦基弗銀行女排俱樂部
  - 2021/2022 – 土耳其女子排球聯賽： 冠軍，與瓦基弗銀行女排俱樂部
  - 2022 – 義大利女排超級盃： 冠軍，與科內利亞諾女排俱樂部
  - 2022/2023 – 義大利女排盃： 冠軍，與科內利亞諾女排俱樂部
  - 2022/2023 – 義大利女子甲組排球聯賽： 冠軍，與科內利亞諾女排俱樂部
  - 2023 – 義大利女排超級盃： 冠軍，與科內利亞諾女排俱樂部
  - 2023/2024 – 義大利女排盃： 冠軍，與科內利亞諾女排俱樂部
  - 2023/2024 – 義大利女子甲組排球聯賽： 冠軍，與科內利亞諾女排俱樂部

### 國家隊
- 2023年歐洲排球聯賽： 亞軍
- 2023年FIVB女子排球挑戰盃： 亞軍